# Lloyd Bourne
Lloyd Bourne (Los Angeles, 18 ottobre 1958) è un ex tennista statunitense.

## Carriera
In carriera ha vinto un titolo di doppio, il Rye Brook Open nel 1987, in coppia con il connazionale Jeff Klaparda. Nei tornei del Grande Slam ha ottenuto il suo miglior risultato raggiungendo i quarti di finale di doppio agli US Open nel 1981, e agli Australian Open nel 1983 e nel 1984.

## Statistiche

### Singolare

#### Finali perse (2)
| Numero | Anno            | Torneo                          | Superficie  | Avversario in finale | Punteggio          |
| 1.     | 10 gennaio 1982 | South Australian Open, Adelaide | Erba        | Rod Frawley          | 6-2, 3-6, 2-6      |
| 2.     | 1º agosto 1982  | Cap d'Agde WCT, Cap d'Agde      | Terra rossa | Tomáš Šmíd           | 3-6, 4-6, 7-5, 2-6 |

### Doppio

#### Vittorie (1)
| Numero | Anno           | Torneo                    | Superficie | Compagno      | Avversari in finale           | Punteggio |
| 1.     | 30 agosto 1987 | Rye Brook Open, Rye Brook | Cemento    | Jeff Klaparda | Carl Limberger Mark Woodforde | 6-3, 6-3  |

### Doppio

#### Finali perse (1)
| Numero | Anno             | Torneo                          | Superficie | Compagno     | Avversari in finale     | Punteggio |
| 1.     | 22 novembre 1981 | Bangkok Tennis Classic, Bangkok | Sintetico  | Van Winitsky | John Austin Mike Cahill | 3-6, 6-7  |